# L'Enfant perdu (roman)
Pour les articles homonymes, voir L'Enfant perdu.
L'Enfant perdu est un court roman de Jean de La Hire mettant en scène une aventure du Nyctalope pendant l'Occupation. Ce roman-feuilleton est paru dans l'hebdomadaire L'Actu à partir du 3 mai au 12 juillet 1942. 
Ce roman ne fut réédité qu'en 2011 en annexe à l'essai d'Emmanuel Gorlier consacré au personnage de Léo Saint-Clair dans Nyctalope ! L'Univers Extravagant de Jean de La Hire.

## Présentation de l’œuvre

### Synopsis
En juin 1940, sur les routes de l'exode, le Nyctalope et son ami japonais Gnô Mitang assistent à la disparition d'un enfant. Deux ans plus tard, ils retrouvent par hasard sa trace et se fixent comme objectif de le secourir.

### Publication
- Parution en feuilleton dans L'Actu du 3 mai au 12 juillet 1942[1].
- Jean de La Hire, « L'Enfant perdu », dans Emmanuel Gorlier, Nyctalope ! L'Univers Extravagant de Jean de La Hire, Rivière Blanche, 2011 (ISBN 978-1-61227-016-6), p. 171-244.

## L'histoire

### Personnages principaux
- Léo Saint-Clair le Nyctalope. Illustre aventurier français à la particularité de voir dans le noir total.
- Gnô Mitang. Diplomate japonais et ami de Léo Saint-Clair.
- Yves Méricourt. Jeune orphelin victime d'un rapt.
- Philomène Porcien. Cousin d'Yves Méricourt, qui en veut après l'héritage de l'enfant.
- Miarka. Bohémienne à la solde de Philomène Porcien, geôlière d'Yves Méricourt.

### Développement et intrigue
Durant l'exode de 1940, Léo Saint-Clair et son ami japonais Gnô Mitang reviennent d'une mission secrète à Auxerre et se dirigent vers Paris. Sur la route, ils sont arrêtés par une femme, Lise Andrézieux, qui pleure la disparition d'un jeune orphelin riche, Yves Méricourt, qui l'accompagnait. Après avoir étudié la scène, Léo et son ami concluent à un enlèvement et se mettent à la recherche d'une roulotte croisée peu de temps avant. Cependant, ils abandonnent rapidement leur recherche après avoir assisté à la mort de Lise Andrézieux, victime de l'explosion d'un pont.
Deux ans plus tard, Léo et Gnô se trouvent dans les Pyrénées. Durant leur pause déjeuner au bord de la route, ils surprennent un enfant qui fouille dans leur voiture et le prennent en chasse dans la montagne. Arrivés dans une ferme, un gitan les accueille froidement mais leur rend les affaires volés par l'enfant. Ils remarquent des inscriptions sur un mur et en déduisent que l'enfant disparu deux ans plus tôt, a vécu dans cette ferme. Après avoir questionné en vain l'homme, ils retournent sur leur pas. Arrivés à leur automobile, ils assistent à la chute mortelle de l'homme de la ferme.
Décidés à résoudre l'énigme de la disparition d'Yves Méricourt, Le Nyctalope et Gnô Mitang retournent sur Paris pour rencontrer le notaire de la famille Méricourt. Celui-ci leur apprend que le cousin d'Yves, Philomène Porcien, recherche des renseignements sur le jeune garçon. Léo Saint-Clair décide alors de surveiller Porcien qui ne lui inspire pas confiance. 
Lorsqu'une gitane rend visite à Porcien, Gnô la prend en filature à son départ, tandis que le Nyctalope suit Porcien qui prend la route d'Orléans. Durant le trajet, ils tombent cependant dans un piège qui lui fait perdre la trace du cousin. De son côté, Gnô Mitang assiste à la rencontre entre la femme du bohémien tué dans les Pyrénées et Philomène Porcien qui arrive par un autre chemin. Il surprend alors la conversation, dans laquelle la gitane, ayant appris la véritable valeur d'Yves Méricourt, demande à renégocier son salaire. Après avoir surpris la présence de Gnô, elle lâche sa panthère sur ses traces.
Pendant ce temps, Yves est employé comme clown dans un cirque de Bohémiens. Après avoir tenté en vain de s'échapper avec l'aide de Phœna, une jeune fille de son âge, Philomène Porcien décide de s'en débarrasser. Et pour toucher l'héritage des Méricourt, il décide de maquiller sa mort en accident. C'est pourquoi, il prévoit de le tuer devant les spectateurs lors d'un nouveau spectacle. Léo Saint-Clair et Gnô Mitang, après avoir simulé leur mort auprès de Philomène Porcien, l'ont pisté jusqu'au cirque des Bohémiens. Ils interviennent avant l'accident programmé et sauvent Yves Méricourt. Livrés à la justice, Porcien est alors condamné à mort tandis que les Bohémiens sont envoyés au bagne.

## Analyse

### L'exode

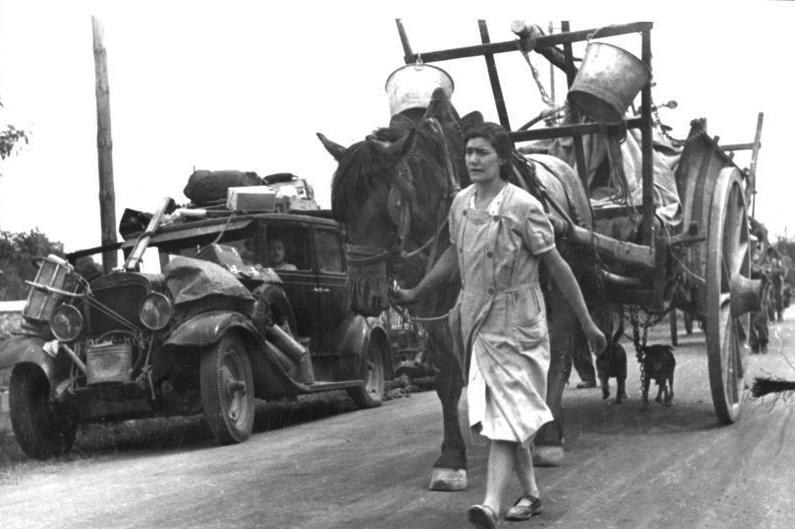
Réfugiés français sur la route de l'exode, 19 juin 1940.

La première partie du roman se déroule durant l'exode de juin 1940, durant laquelle une partie de la population française a fui au fur et à mesure de l'avancée des troupes allemandes. Le Nyctalope et Gnô Mitang se mêlent au flot de réfugiés qu'ils regardent avec beaucoup de pitié.
Choqué par la défaite et les horreurs de l'évacuation, ce moment de déroute du pays fut traumatisant pour Jean de La Hire convaincu de la grandeur de la France. Le feuilletoniste assiste d'ailleurs lui-même à l'exode et témoigne de l'entassement des foules sur les grands axes, des files d'automobiles, de la panique. L'été 1940 voit opérer un changement de point de vue chez Jean de La Hire : il relève que les nazis survolent les convois de réfugiés sans les bombarder, à l'inverse des soldats français aux abois tirant sur les civils de manière irresponsable. Au fil de ses articles, il opposent de plus en plus les mauvais Français qui tirent sur tout ce qui bouge aux Allemands serviables qui ramènent l'ordre et l'organisation.

### Publication dans une revue collaborationniste
Ce court roman est paru en 1942 dans l'hebdomadaire L'Actu, journal d'information générale marseillais favorable au gouvernement de Vichy. Ainsi, le support du roman de Jean de La Hire eut une incidence sur son contenu. En effet, l'histoire débute sur une mission secrète que réalisent Léo Saint-Clair et son ami japonais Gnô Mitang en juin 1940, dont l'auteur ne révèle pas les objectifs. Ce silence de La Hire dans un journal collaborationniste peut être interprété comme une mission du Nyctalope contre l'Allemagne car ce serait le seul adversaire possible à cette date, d'autant plus que l'alliance entre l'Allemagne et le Japon n'a pas encore eu lieu, d'où la présence de Gnô Mitang à ses côtés.
Par ailleurs, la publication de L'Enfant perdu dans une revue collaborationniste a également eu une incidence sur son écriture et la vision qu'il a des populations romanichelles. Le Nyctalope fait ainsi preuve à plusieurs moments de racisme envers les Romanichels, tandis qu'il a toujours eu dans ses précédentes aventures des relations avec ces populations très correctes.